# Claudine Movsessian
Claudine Movsessian est une clarinettiste française.
Son nom signifie "fils de Moïse" en arménien.
"J'ai grandi à Paris dans les quartiers juifs et arméniens. Tout petite, j'ai côtoyé les Juifs ashkénazes et j'ai fini par connaître leur culture plus que celle d'Arménie."
Elle est à l'origine du groupe Azad, mélangeant des musiques d'origines grecque et arménienne.
Imprégnée de culture juive, c'est en 1985 qu'elle découvre le klezmer et qu'elle a décidé de fonder un groupe où elle pourrait jouer et chanter, accompagnée, dès ses débuts, par Yorgos Karamitros, compositeur et guitariste.
Avec eux, Grigoris Belavilas jouera de l'accordéon et Nicolas Derolin tiendra les percussions contrebasse.

## Discographie
- 1993, Black Yiddish Trio
- 1998, Yiddish songs & mélodies Israël
- 2001, Klezmer - Musiques du Monde
- 2006, Arménie - Arménia - traditional Music